# End of the world (鬼束ちひろの曲)
『End of the world』(エンド・オブ・ザ・ワールド)は、日本のシンガーソングライター鬼束ちひろの配信限定シングル。

## 解説
シングルとしては「ヒナギク」から約半年ぶり、配信限定シングルとしては「祈りが言葉に変わる頃」から約5年ぶりとなる。
本作はドラマ『ポルノグラファー〜インディゴの気分〜』主題歌のために書き下ろされたものであると言い、2018年の『ポルノグラファー』の主題歌「Twilight Dreams」に引き続き、鬼束が担当しており、本作の続編の制作が決定した際、鬼束に「また、主題歌を歌ってはくれないだろうか？」と依頼した所、快諾したため、今回のタイアップが決まった
。
後に発売された23rdシングル『スロウダンス』にもカップリングとして収録された。

## 収録曲
1. End of the world
作詞・作曲：鬼束ちひろ/編曲：兼松衆
FODオリジナルドラマ「ポルノグラファー〜インディゴの気分」主題歌

## 収録アルバム
End of the world
- 『REQUIEM AND SILENCE』
- 『HYSTERIA』